# Hulbuk
Hulbuk (anciennement Vose) est la capitale du district de Vose' dans la région de Khatlon au Tadjikistan.
Sa population est estimée à 24 500 habitants en 2020.

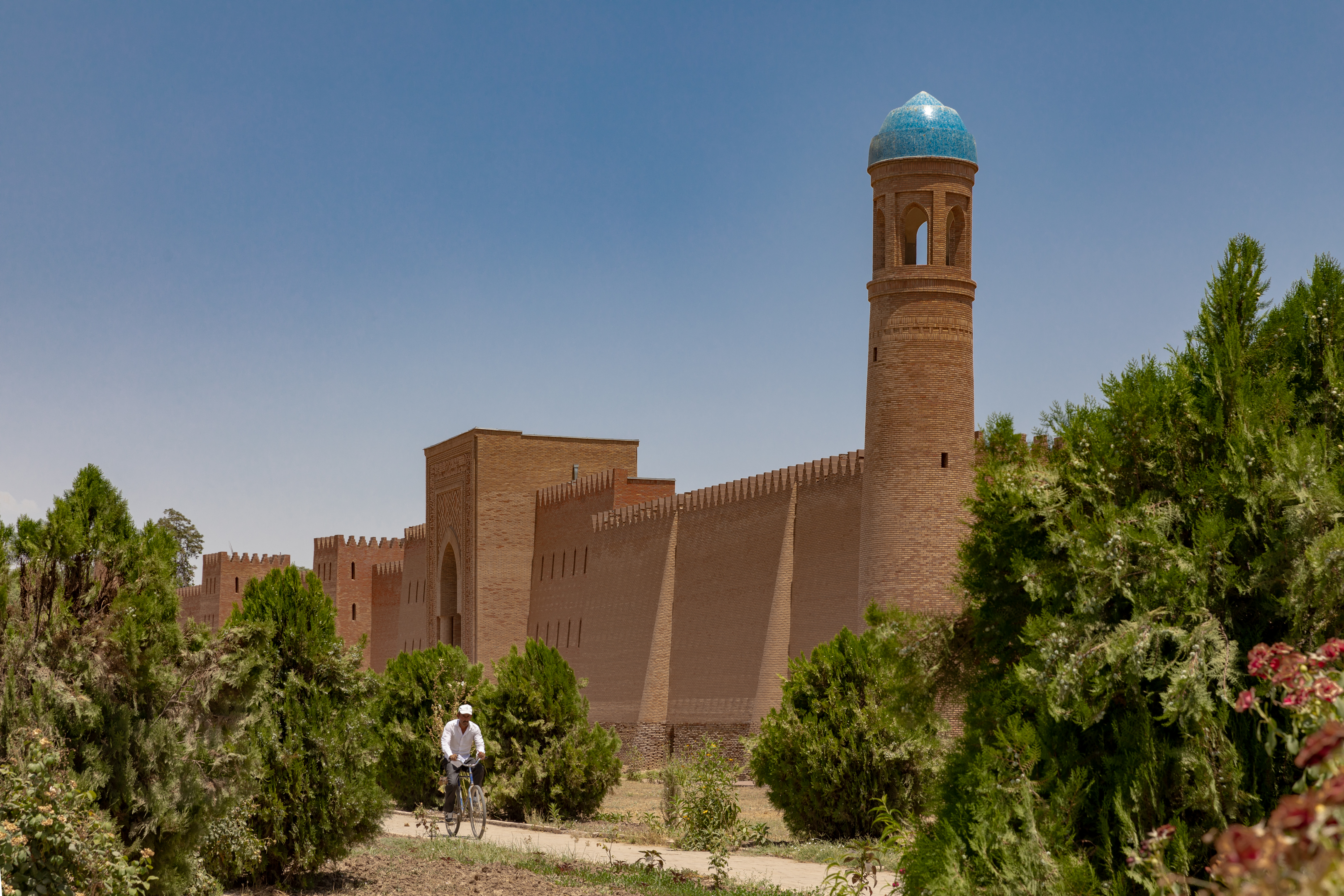
Murs du palais de Khulbuk